# المنبعث (حورة)
'

تعديل مصدري - تعديل

المنبعث هي إحدى قرى عزلة حوره بمديرية حورة التابعة لمحافظة حضرموت، بلغ تعداد سكانها 535 نسمة حسب تعداد اليمن لعام 2004.